# Theo Johansson
Theo Johansson, född 1 juni 2004, är en speedwayförare från  Virserum.
Han är mest känd för att ha vunnit individuella SM-guldet och par SM-guldet 2018 i ungdomsklassen. Theo Johansson hade 2018 i sitt sista år i ungdomsklassen ett snitt på 2 936 poäng.
Han har deltagit både i VM och EM i speedway ungdom.
Theo Johansson tävlar 2021 i 500 cc speedway. Han tillhör Dackarna från Målilla och har 2021 kontrakt med klubbarna Dackarna i Bauhausligan, Smålänningarna i allsvenskan samt Nässjö speedway i div 1.